# Ariana Washington
Ariana Washington, född 27 augusti 1996, är en amerikansk friidrottare. Hon sprang sistasträckan i försöksheatet när USA kvalificerade sig för final på 4x100 meter vid världsmästerskapen i friidrott 2017. Eftersom USA senare vann finalen, utan Washington, tilldelades hon medalj.
Washington deltog vid olympiska sommarspelen 2016.

### Fotnoter
1. ↑  ”Athlete profile Ariana Washington”. iaaf.org. IAAF. https://www.iaaf.org/athletes/united-states/ariana-washington-267581. Läst 14 augusti 2017.
2. ↑  "IAAF WORLD CHAMPIONSHIPS LONDON 2017 - 4X100 METRES RELAY WOMEN HEATS". Läst 14 augusti 2017. (engelska)
3. ↑  "IAAF WORLD CHAMPIONSHIPS LONDON 2017 - 4X100 METRES RELAY WOMEN". Läst 12 augusti 2017. (engelska)
4. ↑  Ariana Washington Track and Field